# TT Assen 1967
De TT van Assen 1967 was de vijfde Grand Prix van het wereldkampioenschap wegrace-seizoen 1967. De races werden verreden op zaterdag 24 juni 1967 op het Circuit van Drenthe vlak bij Assen. Alle klassen kwamen aan de start. 

## Algemeen
Tijdens de trainingen van de TT van Assen was het droog en zonnig en werden er al snelle tijden gereden. Die omstandigheden waren ook voorspeld voor de racedag, maar in de nacht ervoor en de ochtend regende het. Het beïnvloedde vooral de 50cc-race, waar de carburatie en de ontsteking gevoelig waren voor vocht. Ondanks het slecht weer in de ochtend waren er 125.000 toeschouwers. 

## 500cc-klasse
In Assen startte Mike Hailwood als snelste, maar Giacomo Agostini had bij het ingaan van de eerste bocht het meeste lef en drong Hailwood de tweede plaats op. Die bleef acht ronden lang proberen uit de slipstream van de MV Agusta te komen, zonder succes. Pas na acht ronden kwam Hailwood als eerste door en toen was ook zichtbaar dat de stuurkwaliteiten van de Honda RC 181 te wensen over lieten, want hij ging kwispelend over het circuit. Toch wist hij het ronderecord te verbeteren, terwijl de eerste achterblijvers al op een ronde gezet werden. Agostini zat inmiddels voortdurend met zijn hand onder de stroomlijnruit en had dus kennelijk problemen. Achter Hailwood en Agostini vochten Peter Williams  (Arter-Matchless) en Dan Shorey om de derde plaats, tot Williams twee ronden voor het einde deze plek zeker stelde. Daardoor kwam hij, ex aequo met Hailwood, aan de leiding van de stand om het wereldkampioenschap te staan.
| Pos | Coureur           | Merk              | Tijd      | Punten |
| --- | ----------------- | ----------------- | --------- | ------ |
| 1   | Mike Hailwood     | Honda             | 1:03"13'2 | 8      |
| 2   | Giacomo Agostini  | MV Agusta         | +5'3      | 6      |
| 3   | Peter Williams    | Arter-Matchless   | +1 ronde  | 4      |
| 4   | Dan Shorey        | Norton            | +1 ronde  | 3      |
| 5   | Gyula Marsovszky  | Matchless         | +1 ronde  | 2      |
| 6   | Chris Conn        | Norton            | +1 ronde  | 1      |
| 7   | Derek Minter      | Norton            | +1 ronde  |        |
| 8   | Kel Carruthers    | Norton            | +1 ronde  |        |
| 9   | Billie Nelson     | Norton            | +1 ronde  |        |
| 10  | John Dodds        | Norton            | +1 ronde  |        |
| 11  | Angelo Bergamonti | Hannah-Paton      | +1 ronde  |        |
| 12  | Derek Lee         | Matchless         | +1 ronde  |        |
| 13  | Griff Jenkins     | Matchless         | +1 ronde  |        |
| 14  | Mike Duff         | Matchless         | +1 ronde  |        |
| 15  | Errol Cowan       | Matchless         | +1 ronde  |        |
| 16  | Gordon Keith      | Norton            | +2 ronden |        |
| 17  | Bosse Granath     | Métisse-Matchless | +2 ronden |        |
| 18  | Bert Oosterhuis   | Norton            | +2 ronden |        |

| Coureur           | Merk         | Oorzaak |
| ----------------- | ------------ | ------- |
| Edy Lenz          | Matchless    |         |
| Karl Hoppe        | Matchless    |         |
| Walter Scheimann  | Norton       |         |
| Fred Stevens      | Hannah-Paton |         |
| Godfrey Nash      | Norton       |         |
| John Cooper       | Norton       |         |
| Lewis Young       | Matchless    |         |
| Maurice Hawthorne | Norton       |         |
| Oliver Howe       | Norton       |         |
| Ron Chandler      | Matchless    |         |

| Coureur            | Merk               | Oorzaak  |
| ------------------ | ------------------ | -------- |
| Jack Findlay       | McIntyre-Matchless | Blessure |
| Ivor Lloyd         | Matchless          | [ 2 ]    |
| John Blanchard     | Seeley-Matchless   |          |
| John Hartle        | Métisse-Matchless  |          |
| Rob Fitton         | Norton             |          |
| Rodney Gould       | Norton             |          |
| Steve Spencer      | Norton             |          |
| Giuseppe Mandolini | Moto Guzzi         | [ 3 ]    |
| Johnny Rockett     | Norton             | [ 2 ]    |
| Andreas Georgeades | Velocette          | [ 2 ]    |

### Top tien tussenstand 500cc-klasse
| Pos | Coureur          | Merk               | Ptn |
| --- | ---------------- | ------------------ | --- |
| 1   | Peter Williams   | Arter-Matchless    | 16  |
| 1   | Mike Hailwood    | Honda              | 16  |
| 3   | Giacomo Agostini | MV Agusta          | 14  |
| 4   | Jack Findlay     | McIntyre-Matchless | 4   |
| 4   | Steve Spencer    | Norton             | 4   |
| 6   | John Cooper      | Norton             | 3   |
| 6   | Rob Fitton       | Norton             | 3   |
| 6   | Dan Shorey       | Norton             | 3   |
| 9   | Billie Nelson    | Norton             | 2   |
| 9   | Fred Stevens     | Hannah-Paton       | 2   |

## 350cc-klasse
In Assen had het lang geregend. Pas aan het einde van de 50cc-race was het droog geworden, maar toen de 350cc-klasse van start ging was de baan nog nat. Mike Hailwood ging vanaf de start aan de leiding, terwijl Giacomo Agostini het tot in de twintigste ronde aan de stok had met de Benelli van Renzo Pasolini. 66 Minuten had Ago nodig om Pasolini te passeren. Dat betekende dat de Honda RC 174 niet te kloppen was, maar de MV Agusta 350 4C wél. Pasolini kon zelfs in de laatste ronde nog een aanval op Agostini inzetten, die echter niet lukte. De Benelli had de MV Agusta echter goed partij gegeven. 

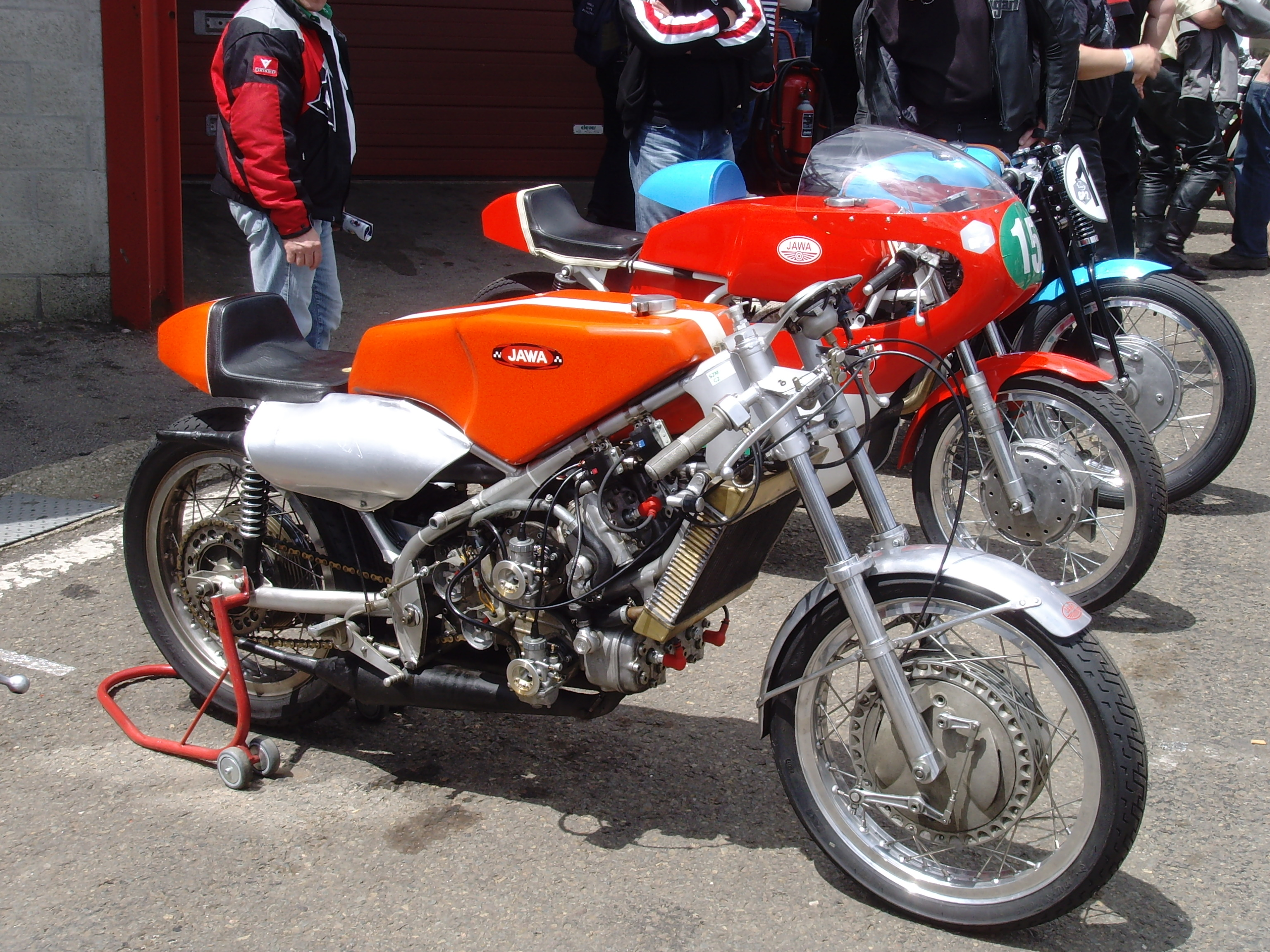
In Assen debuteerde de nieuwe Jawa 350cc-V4, maar Bohumil Staša en Gustav Havel waren nog trager dan een aantal privé-Aermacchi Ala d'Oro's. František Šťastný viel al vroeg in de race uit.

| Pos | Coureur          | Merk              | Tijd      | Punten |
| --- | ---------------- | ----------------- | --------- | ------ |
| 1   | Mike Hailwood    | Honda             | 1:05"19'8 | 8      |
| 2   | Giacomo Agostini | MV Agusta         | +40'0     | 6      |
| 3   | Renzo Pasolini   | Benelli           | +40'5     | 4      |
| 4   | Fred Stevens     | Hannah-Paton      | +1 ronde  | 3      |
| 5   | Heinz Rosner     | MZ                | +1 ronde  | 2      |
| 6   | Kel Carruthers   | Métisse-Aermacchi | +1 ronde  | 1      |
| 7   | Gilberto Milani  | Aermacchi         | +1 ronde  |        |
| 8   | Chris Conn       | Norton            | +1 ronde  |        |
| 9   | Dan Shorey       | Norton            | +1 ronde  |        |
| 10  | Karl Hoppe       | Aermacchi         | +1 ronde  |        |
| 11  | Bohumil Staša    | Jawa              | +2 ronden |        |
| 12  | Gustav Havel     | Jawa              | +2 ronden |        |
| 13  | Dieter Braun     | Aermacchi         | +2 ronden |        |
| 14  | Tommy Robb       | Bultaco           | +2 ronden |        |
| 15  | Derek Minter     | Norton            | +2 ronden |        |
| 16  | Han Leenheer     | Aermacchi         | +2 ronden |        |
| 17  | Bert Oosterhuis  | Norton            | +2 ronden |        |
| 18  | Lewis Young      | Matchless         | +3 ronden |        |

| Coureur           | Merk      | Oorzaak |
| ----------------- | --------- | ------- |
| Mike Duff         | Aermacchi |         |
| František Šťastný | Jawa      |         |
| Karl Hoppe        | Aermacchi |         |
| Derek Woodman     | MZ        |         |
| Peter Williams    | AJS       |         |
| Ron Chandler      | AJS       |         |
| Jaap Mooyen       | Honda     |         |
| Theo Louwes       | Onbekend  |         |

| Coureur           | Merk      |
| ----------------- | --------- |
| Brian Steenson    | Aermacchi |
| Ian McGregor      | Norton    |
| Ralph Bryans      | Honda     |
| Alberto Pagani    | Aermacchi |
| Silvio Grassetti  | Benelli   |
| Masahiro Wada     | Yamaha    |
| Shigeyoshi Mimuro | Yamaha    |
| Toshimi Yorino    | Honda     |

### Top tien tussenstand 350cc-klasse
| Pos | Coureur          | Merk              | Ptn |
| --- | ---------------- | ----------------- | --- |
| 1   | Mike Hailwood    | Honda             | 24  |
| 2   | Giacomo Agostini | MV Agusta         | 18  |
| 3   | Renzo Pasolini   | Benelli           | 8   |
| 4   | Alberto Pagani   | Aermacchi         | 6   |
| 5   | Derek Woodman    | MZ                | 4   |
| 6   | Kel Carruthers   | Métisse-Aermacchi | 3   |
| 6   | Fred Stevens     | Hannah-Paton      | 3   |
| 8   | Chris Conn       | Norton            | 2   |
| 8   | Gilberto Milani  | Aermacchi         | 2   |
| 8   | Heinz Rosner     | MZ                | 2   |

## 250cc-klasse
In Assen stapte Mike Hailwood rechtstreeks van het podium van de 350cc-race op zijn 250cc-zescilinder. Hij was als eerste weg, maar halverwege de eerste ronde leidde Phil Read met de Yamaha RD 05. Ralph Bryans was derde. Na twee ronden had Hailwood orde op zaken gesteld: het reed voorop en Phil Read moest met een slecht lopende motor steeds meer terrein prijs geven. Bryans en Bill Ivy haalden hem in de derde ronde in. In ronde twaalf wist Ivy eindelijk Bryans te passeren, maar Hailwood was toen al onbereikbaar. Read was in de achtste ronde van het toneel verdwenen. Hailwood reed een nieuw racerecord, Ivy werd tweede en Bryans derde.
| Pos | Coureur           | Merk      | Tijd      | Punten |
| --- | ----------------- | --------- | --------- | ------ |
| 1   | Mike Hailwood     | Honda     | 54"27'7   | 8      |
| 2   | Bill Ivy          | Yamaha    | +30'0     | 6      |
| 3   | Ralph Bryans      | Honda     | +39'8     | 4      |
| 4   | Derek Woodman     | MZ        | +1 ronde  | 3      |
| 5   | Dave Simmonds     | Kawasaki  | +1 ronde  | 2      |
| 6   | Ginger Molloy     | Bultaco   | +1 ronde  | 1      |
| 7   | Gyula Marsovszky  | Bultaco   | +1 ronde  |        |
| 8   | Bob Coulter       | Bultaco   | +1 ronde  |        |
| 9   | Cliff Carr        | Bultaco   | +1 ronde  |        |
| 10  | Giuseppe Visenzi  | Bultaco   | +2 ronden |        |
| 11  | Ruud Breedt       | Bultaco   | +2 ronden |        |
| 12  | Jan Huberts       | Kawasaki  | +2 ronden |        |
| 13  | Rudolf Thalhammer | Aermacchi | +2 ronden |        |

| Coureur               | Merk      | Oorzaak         |
| --------------------- | --------- | --------------- |
| Heinz Rosner          | MZ        |                 |
| José Maria Busquets   | Montesa   |                 |
| Phil Read             | Yamaha    |                 |
| Tommy Robb            | Bultaco   |                 |
| Alberto Pagani        | Aermacchi |                 |
| Gilberto Milani       | Aermacchi |                 |
| Cees van Dongen       | Bultaco   | Versnellingsbak |
| Han Leenheer          | Aermacchi | Val             |
| Jan Kostwinder        | Yamaha    |                 |
| Lous van Rijswijk Jr. | Bultaco   |                 |

| Coureur          | Merk   | Oorzaak |
| ---------------- | ------ | ------- |
| Ron Grant        | Yamaha | [ 2 ]   |
| Yvon Duhamel     | Yamaha | [ 2 ]   |
| Frank Camillieri | Yamaha | [ 2 ]   |

| Coureur           | Merk         |
| ----------------- | ------------ |
| Jack Findlay      | Bultaco      |
| Malcolm Stanton   | Aermacchi    |
| Rolf Schmid       | Bultaco      |
| Carlos Giró       | Ossa         |
| José Medrano      | Bultaco      |
| Bill Smith        | Kawasaki     |
| Brian Steenson    | Aermacchi    |
| Fred Stevens      | Hannah-Paton |
| Mick Chatterton   | Yamaha       |
| Akiyasu Motohashi | Yamaha       |
| Jyun Hamano       | Yamaha       |

### Top tien tussenstand 250cc-klasse
| Pos | Coureur       | Merk     | Ptn |
| --- | ------------- | -------- | --- |
| 1   | Phil Read     | Yamaha   | 26  |
| 2   | Ralph Bryans  | Honda    | 25  |
| 3   | Mike Hailwood | Honda    | 20  |
| 4   | Bill Ivy      | Yamaha   | 14  |
| 5   | Heinz Rosner  | MZ       | 5   |
| 5   | Dave Simmonds | Kawasaki | 5   |
| 5   | Derek Woodman | MZ       | 5   |
| 8   | José Medrano  | Bultaco  | 4   |
| 8   | Ginger Molloy | Bultaco  | 4   |
| 10  | Jack Findlay  | Bultaco  | 3   |

## 125cc-klasse
Bill Ivy en Phil Read hadden uitstekende trainingstijden gezet in Assen, maar bij de start van de race keken ze meteen tegen een flinke achterstand aan omdat hun Yamaha's niet wilden starten. Dat deden de Suzuki's van Yoshimi Katayama en Stuart Graham wel. Ook Cees van Dongen had goed getraind: zesde met een privé-Honda CR 93 nog voor een aantal fabriekscoureurs van Jawa, Bultaco en EMC. Door de weigering van de Yamaha's kon van Dongen echter als derde wegkomen, achter Katayama en Graham. Na een halve ronde zat Read echter al op de vierde plaats en bij start/finish was hij van Dongen al gespasseerd. Ivy, die zijn motor pas aan de praat kreeg toen het hele veld al uit het zicht was, had zich al naar de zesde plaats opgewerkt. Hij wist zich ook nog voorbij van Dongen te werken, maar daarna kwam diens vijfde plaats niet meer in gevaar. Read passeerde intussen Graham, die zich in zijn slipstream nestelde en zo naderden ze samen de leidende Katayama. In de tiende ronde nam Read de leiding over. Graham was wat achterop geraakt en werd gepasseerd door Bill Ivy en dat overkwam uiteindelijk ook Katayama. Ivy kwam zelfs nog dicht bij Phil Read, maar bij de vlag had deze nog ongeveer 200 meter voorsprong. Stuart Graham werd derde.

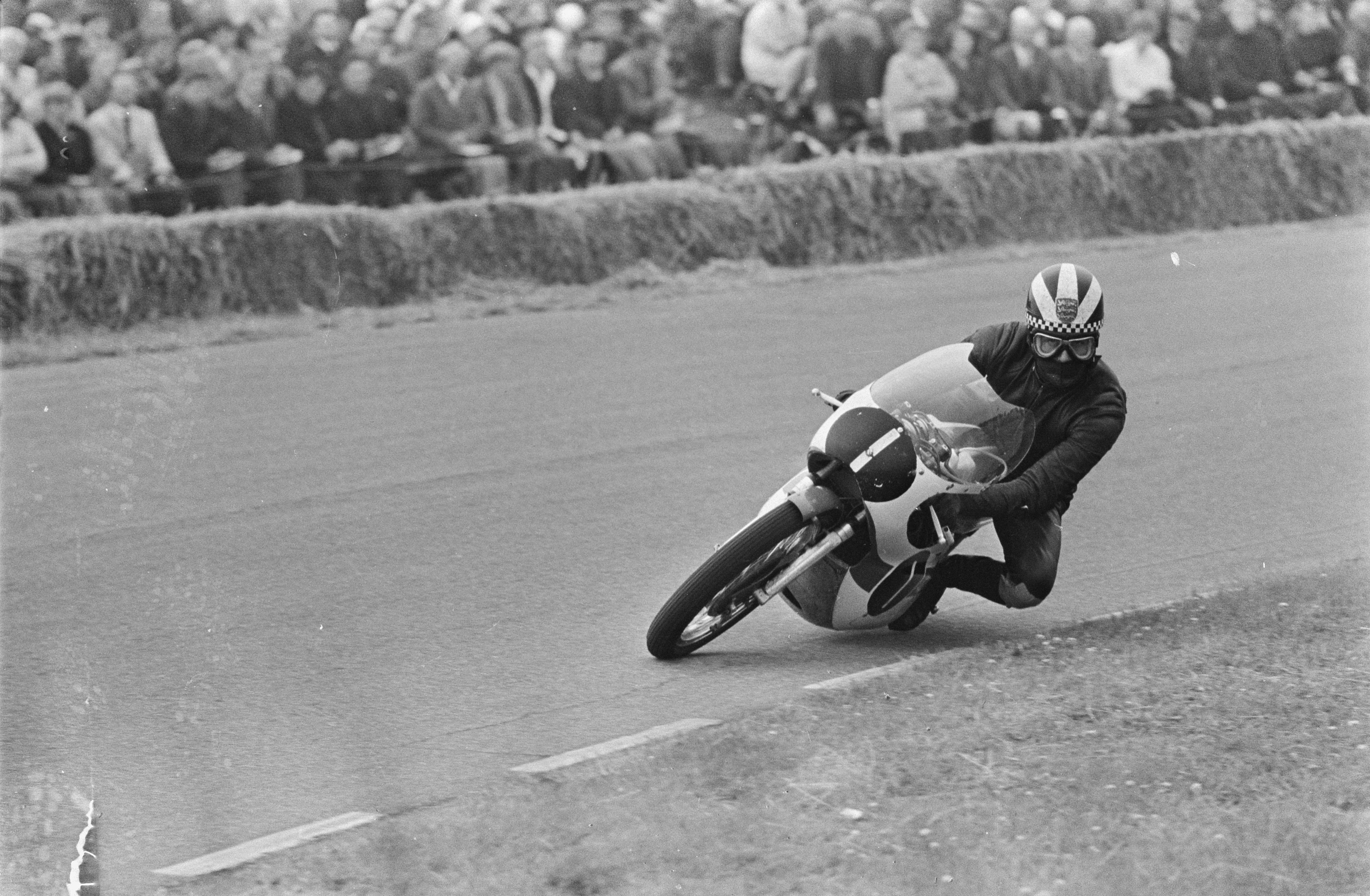
Phil Read op weg naar de overwinning in de 125cc-race.

| Pos | Coureur           | Merk    | Tijd      | Punten |
| --- | ----------------- | ------- | --------- | ------ |
| 1   | Phil Read         | Yamaha  | 47"25'2   | 8      |
| 2   | Bill Ivy          | Yamaha  | +6'5      | 6      |
| 3   | Stuart Graham     | Suzuki  | +8'2      | 4      |
| 4   | Yoshimi Katayama  | Suzuki  | +8'8      | 3      |
| 5   | Cees van Dongen   | Honda   | +1 ronde  | 2      |
| 6   | Rex Avery         | EMC     | +1 ronde  | 1      |
| 7   | Ginger Molloy     | Bultaco | +1 ronde  |        |
| 8   | Giuseppe Visenzi  | Montesa | +1 ronde  |        |
| 9   | Jim Curry         | Honda   | +1 ronde  |        |
| 10  | Hartmut Bischoff  | MZ      | +1 ronde  |        |
| 11  | Walter Scheimann  | Honda   | +1 ronde  |        |
| 12  | Bohumil Staša     | Jawa    | +1 ronde  |        |
| 13  | Tommy Robb        | Bultaco | +1 ronde  |        |
| 14  | Jan Huberts       | Honda   | +1 ronde  |        |
| 15  | Jan Kostwinder    | Honda   | +1 ronde  |        |
| 16  | Rudi Breedt       | Honda   | +1 ronde  |        |
| 17  | Bob Coulter       | Bultaco | +1 ronde  |        |
| 18  | Siegfried Lohmann | MZ      | +2 ronden |        |

| Coureur         | Merk | Oorzaak |
| --------------- | ---- | ------- |
| Joachim Leitert | MZ   | Val     |

| Coureur         | Merk    | Oorzaak  |
| --------------- | ------- | -------- |
| Jean-Guy Duval  | Yamaha  | [ 2 ]    |
| Ralph Swegan    | Yamaha  | [ 2 ]    |
| Robert Lusk     | Yamaha  | [ 2 ]    |
| Robert Messina  | Yamaha  | [ 2 ]    |
| Tim Coopey      | Yamaha  | [ 2 ]    |
| Francesco Villa | Montesa | Blessure |

| Coureur              | Merk     |
| -------------------- | -------- |
| Barry Smith          | Bultaco  |
| Kel Carruthers       | Honda    |
| Kevin Cass           | Bultaco  |
| Jürgen Lenk          | MZ       |
| Klaus Enderlein      | MZ       |
| Thomas Heuschkel     | MZ       |
| Hans Georg Anscheidt | Suzuki   |
| Herbert Mann         | MZ       |
| José Maria Busquets  | Montesa  |
| José Medrano         | Bultaco  |
| Jean-Louis Vergnais  | Bultaco  |
| Dave Simmonds        | Kawasaki |
| László Szabó         | MZ       |
| Giovanni Burlando    | Honda    |
| Walter Villa         | Montesa  |
| Akiyasu Motohashi    | Yamaha   |
| Hideo Kanaya         | Suzuki   |
| Isao Morishita       | Suzuki   |
| Yasuho Shigeno       | Suzuki   |

### Top tien tussenstand 125cc-klasse
| Pos | Coureur              | Merk     | Ptn |
| --- | -------------------- | -------- | --- |
| 1   | Phil Read            | Yamaha   | 28  |
| 2   | Bill Ivy             | Yamaha   | 22  |
| 3   | Yoshimi Katayama     | Suzuki   | 19  |
| 4   | Stuart Graham        | Suzuki   | 16  |
| 5   | Hans Georg Anscheidt | Suzuki   | 6   |
| 6   | Dave Simmonds        | Kawasaki | 5   |
| 7   | László Szabó         | MZ       | 4   |
| 8   | Akiyasu Motohashi    | Yamaha   | 3   |
| 8   | Walter Villa         | Montesa  | 3   |
| 10  | José Maria Busquets  | Montesa  | 2   |
| 10  | Francesco Villa      | Montesa  | 2   |
| 10  | Kel Carruthers       | Honda    | 2   |
| 10  | Cees van Dongen      | Honda    | 2   |

## 50cc-klasse
In Assen had het al flink geregend in de nacht vóór de wedstrijd, maar tijdens de 50cc-race bleef het ook regenen. Daardoor werd het toch nog een enigszins verrassende race, want dat een Suzuki zou winnen stond van tevoren wel vast. De ontsteking en carburatie van veel van de lichte machientjes was nog niet waterbestendig en daardoor moest Stuart Graham al na de eerste ronde de pit opzoeken. Yoshimi Katayama bleef Hans Georg Anscheidt op de hielen zitten, maar na de vierde ronde reed ook Anscheidt de pit in en Katayama leidde met twintig seconden voorsprong op Ángel Nieto (Derbi). Na het uitvallen van zijn teamgenoten en het opdrogen van de baan kon Katayama vrij rustig naar de overwinning rijden, maar hij bouwde zijn voorsprong op Nieto toch nog uit tot meer dan anderhalve minuut. Barry Smith, eveneens op Derbi, had zich vanaf de vijfde ronde naar voren gevochten en finishte als derde. Anscheidt had zijn race hervat en werd toch nog vierde. Achter hen begonnen een paar Nederlanders zich te roeren, met hun privé-Kreidlers en zelfbouw Jamathi's. Aalt Toersen (oude fabrieks-Kreidler) werd vijfde, Paul Lodewijkx (Jamathi) zesde, Martin Mijwaart (Jamathi) zevende en Jos Schurgers (Van Veen-Kreidler) achtste. De Kreidler van Schurgers was door importeur Van Veen zelf gebouwd op basis van een normaal productiemodel. Er was nog een Nederlander gestart: Jan de Vries, die echter uitviel door een natte bobine. De geruchten dat Suzuki Yoshimi Katayama had voorbestemd als eerste Japanse wereldkampioen werden steeds sterker, maar alleen gevoed door speculaties in de pers. Katayama kwam in de WK-stand wel dichter bij Anscheidt, die zijn drie punten als streepresultaat moest wegstrepen en netto dus niets opschoot met zijn vierde plaats.

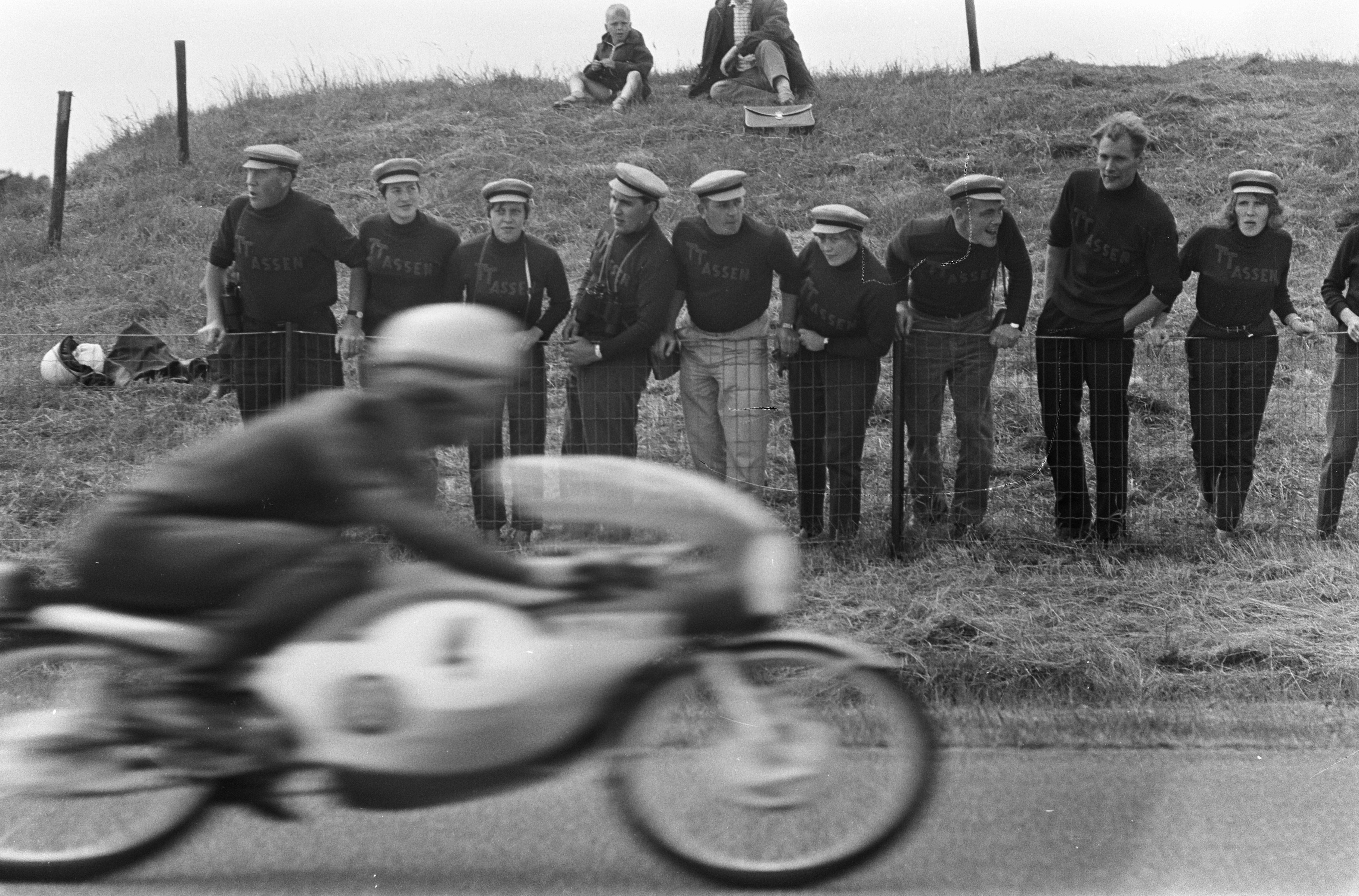
Duitse supporters wachten op Hans Georg Anscheidt, maar hier schiet Yoshimi Katayama door het beeld.

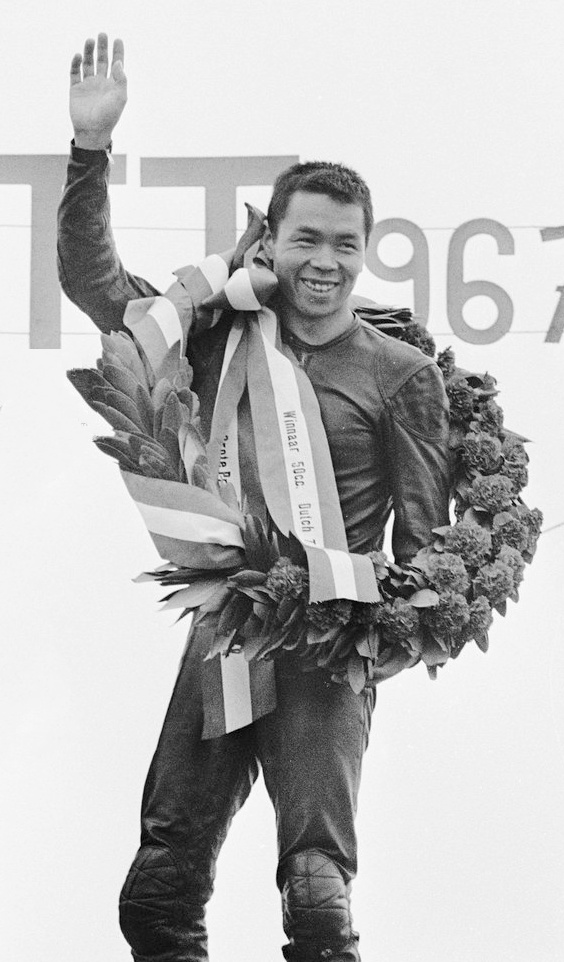
Yoshimi Katayama tijdens de huldiging

| Pos | Coureur              | Merk              | Tijd      | Punten |
| --- | -------------------- | ----------------- | --------- | ------ |
| 1   | Yoshimi Katayama     | Suzuki            | 32"07'5   | 8      |
| 2   | Ángel Nieto          | Derbi             | +1"43'5   | 6      |
| 3   | Barry Smith          | Derbi             | +2"03'6   | 4      |
| 4   | Hans Georg Anscheidt | Suzuki            | +2"36'2   | 3      |
| 5   | Aalt Toersen         | Kreidler          | +4"03'5   | 2      |
| 6   | Paul Lodewijkx       | Jamathi           | +4"04'5   | 1      |
| 7   | Martin Mijwaart      | Jamathi           | +1 ronde  |        |
| 8   | Jos Schurgers        | Van Veen-Kreidler | +1 ronde  |        |
| 9   | Horst Seidl          | Honda             | +1 ronde  |        |
| 10  | Bernard Hausel       | Derbi             | +1 ronde  |        |
| 11  | Chris Goosen         | Derbi             | +2 ronden |        |

| Coureur         | Merk              | Oorzaak      |
| --------------- | ----------------- | ------------ |
| Stuart Graham   | Suzuki            |              |
| Jan de Vries    | Van Veen-Kreidler | Natte bobine |
| Cees van Dongen | Kreidler          |              |

| Coureur             | Merk           |
| ------------------- | -------------- |
| Dieter Gedlich      | Kreidler       |
| Rudolf Schmälzle    | Kreidler       |
| Winfried Reinhard   | Reimo-Kreidler |
| Benjamín Grau       | Derbi          |
| José Maria Busquets | Derbi          |
| Juan Bordons        | Derbi          |
| Daniel Crivello     | Derbi          |
| Chris Walpole       | Honda          |
| Leslie Griffiths    | Honda          |
| Stan Lawley         | Honda          |
| Tommy Robb          | Suzuki         |
| Hiroyuki Kawasaki   | Suzuki         |
| Mitsuo Akamatsu     | Suzuki         |
| Mitsuo Itoh         | Suzuki         |

### Top tien tussenstand 50cc-klasse
| Pos | Coureur              | Merk     | Ptn     |
| --- | -------------------- | -------- | ------- |
| 1   | Hans Georg Anscheidt | Suzuki   | 28 (31) |
| 2   | Yoshimi Katayama     | Suzuki   | 22      |
| 3   | Stuart Graham        | Suzuki   | 12      |
| 4   | Barry Smith          | Derbi    | 10      |
| 5   | Ángel Nieto          | Derbi    | 9       |
| 6   | Rudolf Schmälzle     | Kreidler | 6       |
| 7   | José Maria Busquets  | Derbi    | 4       |
| 7   | Benjamín Grau        | Derbi    | 4       |
| 7   | Tommy Robb           | Suzuki   | 4       |
| 10  | Juan Bordons         | Derbi    | 3       |
| 10  | Daniel Crivello      | Derbi    | 3       |
| 10  | Chris Walpole        | Honda    | 3       |

(Punten (tussen haakjes) zijn inclusief streepresultaten)

## Zijspanklasse
In Assen startten slechts 14 zijspannen. Helmut Fath had met zijn viercilinder weer een snelle trainingstijd gezet, waardoor hij op de eerste startrij stond, maar hij had in de trainingen zijn tijd voornamelijk gebruikt om de sleutelen. Bij de start waren Georg Auerbacher en Eduard Dein als snelste weg, gevolgd door Johann Attenberger en Josef Schillinger. Attenberger had zijn BMW moeten aanpassen om met een verstijfd been toch te kunnen schakelen. Na de eerste ronde was Fath al opgeklommen tot de tweede plaats en een halve ronde later lag hij al op kop. Na de tweede ronde leek Fath al onbereikbaar voor de concurrentie. In de derde ronde viel Auerbacher uit en kon de combinatie Enders/Engelhardt de tweede plaats pakken. In de vierde ronde had Fath een flinke voorsprong opgebouwd, maar toen moest hij de pit in rijden wegens een flinke olielekkage. Klaus Enders kon zo opnieuw winnen, vóór Siegfried Schauzu/Horst Schneider en Pip Harris/John Thornton. 
Als Klaus Enders de Grand Prix van België zou winnen kon niemand hem nog van de wereldtitel afhouden.

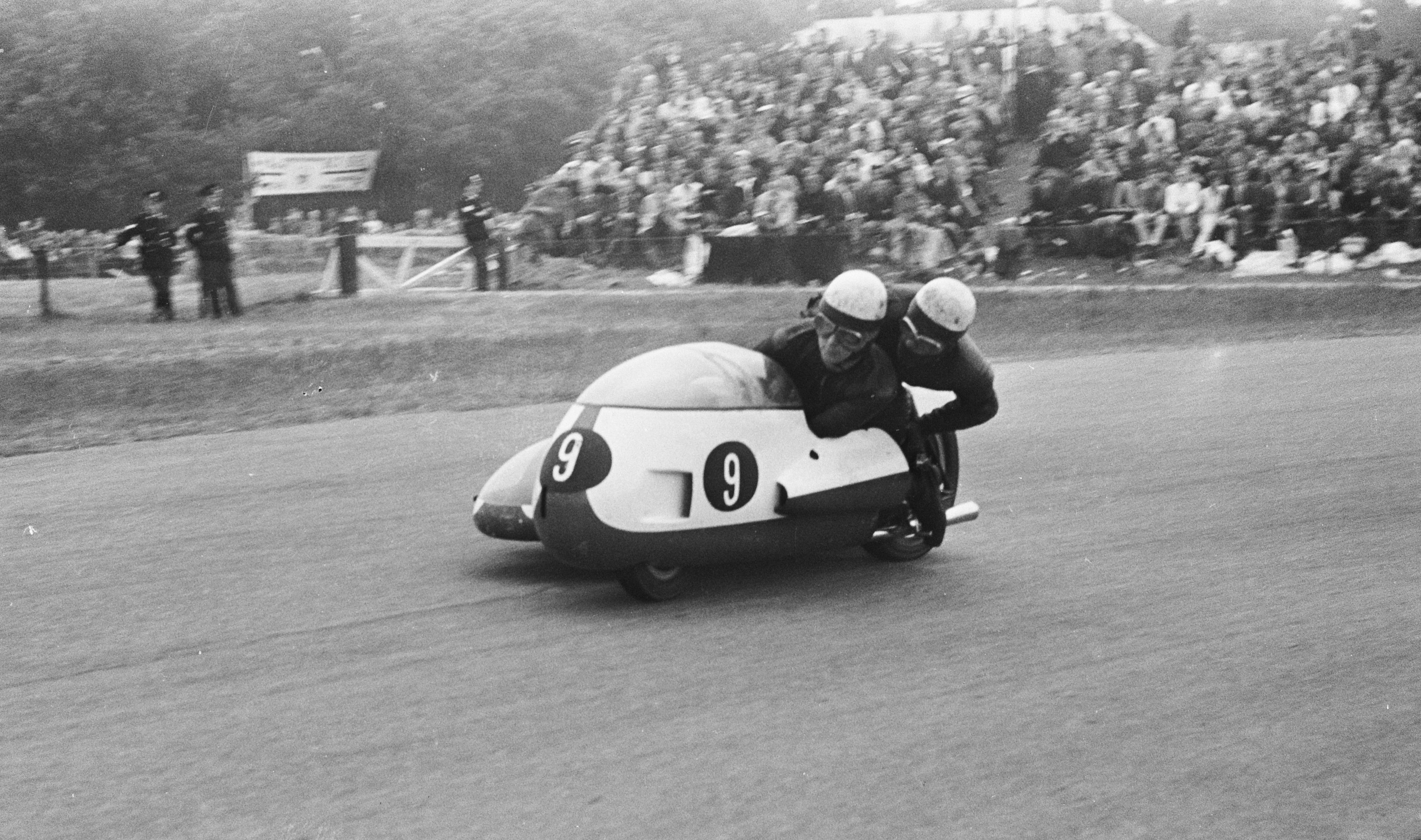
Klaus Enders en Ralf Engelhardt

| Pos | Coureur            | Bakkenist         | Merk | Tijd      | Punten |
| --- | ------------------ | ----------------- | ---- | --------- | ------ |
| 1   | Klaus Enders       | Ralf Engelhardt   | BMW  | 50"31'6   | 8      |
| 2   | Siegfried Schauzu  | Horst Schneider   | BMW  | +4'1      | 6      |
| 3   | Pip Harris         | John Thornton     | BMW  | +12'8     | 4      |
| 4   | Tony Wakefield     | Graham Milton     | BMW  | +24'1     | 3      |
| 5   | Johann Attenberger | Josef Schillinger | BMW  | +1"58'6   | 2      |
| 6   | Arsenius Butscher  | Armgard Neumann   | BMW  | +3"41'2   | 1      |
| 7   | Bill Boddice       | Harry Stanley     | BSA  | +1 ronde  |        |
| 8   | Harald Wohlfahrt   | Heiner Vester     | BMW  | +2 ronden |        |

| Coureur          | Bakkenist        | Merk | Oorzaak      |
| ---------------- | ---------------- | ---- | ------------ |
| Georg Auerbacher | Eduard Dein      | BMW  |              |
| Helmut Fath      | Wolfgang Kalauch | URS  | Smeersysteem |
| Mick Boddice     | D. Loach         | BSA  | Zuiger       |

| Coureur          | Bakkenist     | Merk | Oorzaak |
| ---------------- | ------------- | ---- | ------- |
| Bertil Persson   | Berndt Äström | BMW  | [ 6 ]   |
| Ruben Bjarnemark | Lennart Rägmo | BMW  | [ 6 ]   |

| Coureur               | Bakkenist          | Merk |
| --------------------- | ------------------ | ---- |
| Hans Hänni            | Kurt Barfuss       | BMW  |
| Heinz Luthringshauser | Hermann Hahn       | BMW  |
| Otto Kölle            | Rolf Schmid        | BMW  |
| Joseph Duhem          | François Fernandez | BMW  |
| Barry Dungsworth      | Ron Wilson         | BMW  |
| Colin Seeley          | Ray Lindsay        | BMW  |
| Terry Vinicombe       | John Flaxman       | BSA  |

### Top tien tussenstand zijspanklasse
| Pos | Coureur               | Bakkenist                    | Merk | Ptn |
| --- | --------------------- | ---------------------------- | ---- | --- |
| 1   | Klaus Enders          | Ralf Engelhardt              | BMW  | 36  |
| 2   | Siegfried Schauzu     | Horst Schneider              | BMW  | 27  |
| 3   | Georg Auerbacher      | Eduard Dein                  | BMW  | 17  |
| 4   | Tony Wakefield        | Graham Milton                | BMW  | 11  |
| 5   | Pip Harris            | John Thornton                | BMW  | 7   |
| 6   | Barry Dungsworth      | Ron Wilson en Neil Caddow    | BMW  | 4   |
| 6   | Colin Seeley          | Ray Lindsay                  | BMW  | 4   |
| 8   | Otto Kölle            | Rolf Schmid                  | BMW  | 3   |
| 8   | Johann Attenberger    | Josef Schillinger            | BMW  | 3   |
| 10  | Harald Wohlfahrt      | Heiner Vester                | BMW  | 2   |
| 10  | Heinz Luthringshauser | Hermann Hahn en Geoff Hughes | BMW  | 2   |
| 10  | Arsenius Butscher     | Armgard Neumann              | BMW  | 2   |

1925 · 1926 · 1927 · 1928 · 1929 · 1930 · 1931 · 1932 · 1933 · 1934 · 1935 · 1936 · 1937 · 1938 · 1939 · 1940–1945 · 1946 · 1947 · 1948 · 1949 · 1950 · 1951 · 1952 · 1953 · 1954 · 1955 · 1956 · 1957 · 1958 · 1959 · 1960 · 1961 · 1962 · 1963 · 1964 · 1965 · 1966 · 1967 · 1968 · 1969 · 1970 · 1971 · 1972 · 1973 · 1974 · 1975 · 1976 · 1977 · 1978 · 1979 · 1980 · 1981 · 1982 · 1983 · 1984 · 1985 · 1986 · 1987 · 1988 · 1989 · 1990 · 1991 · 1992 · 1993 · 1994 · 1995 · 1996 · 1997 · 1998 · 1999 · 2000 · 2001 · 2002 · 2003 · 2004 · 2005 · 2006 · 2007 · 2008 · 2009 · 2010 · 2011 · 2012 · 2013 · 2014 · 2015 · 2016 · 2017 · 2018 · 2019 · 2021 · 2022 · 2023 · 2024 · 2025